# Пабярже
Пабя́рже (лит. Paberžė) — деревня в северо-западной части территории самоуправления Вильнюсского района, в 30 км к северу от Вильнюса, у дороги на Гедрайчяй; центр староства, граничащего со староствами Вильнюсского района и с Ширвинтским и Молетским районами.

## Инфраструктура
Имеются почтовое отделение, библиотека, неоготический костёл Пресвятого Сердца Иисуса (1932), кладбище, амбулатория, пожарная команда. У здания пожарной команды в 2015 году открыта статуя покровителя пожарников Святого Флориана, созданная в Тарнуве. Действуют гимназия «Вярдянес» с преподаванием на литовском языке и гимназия Святого Станислава Костки с преподаванием на польском и русском языках.

## История

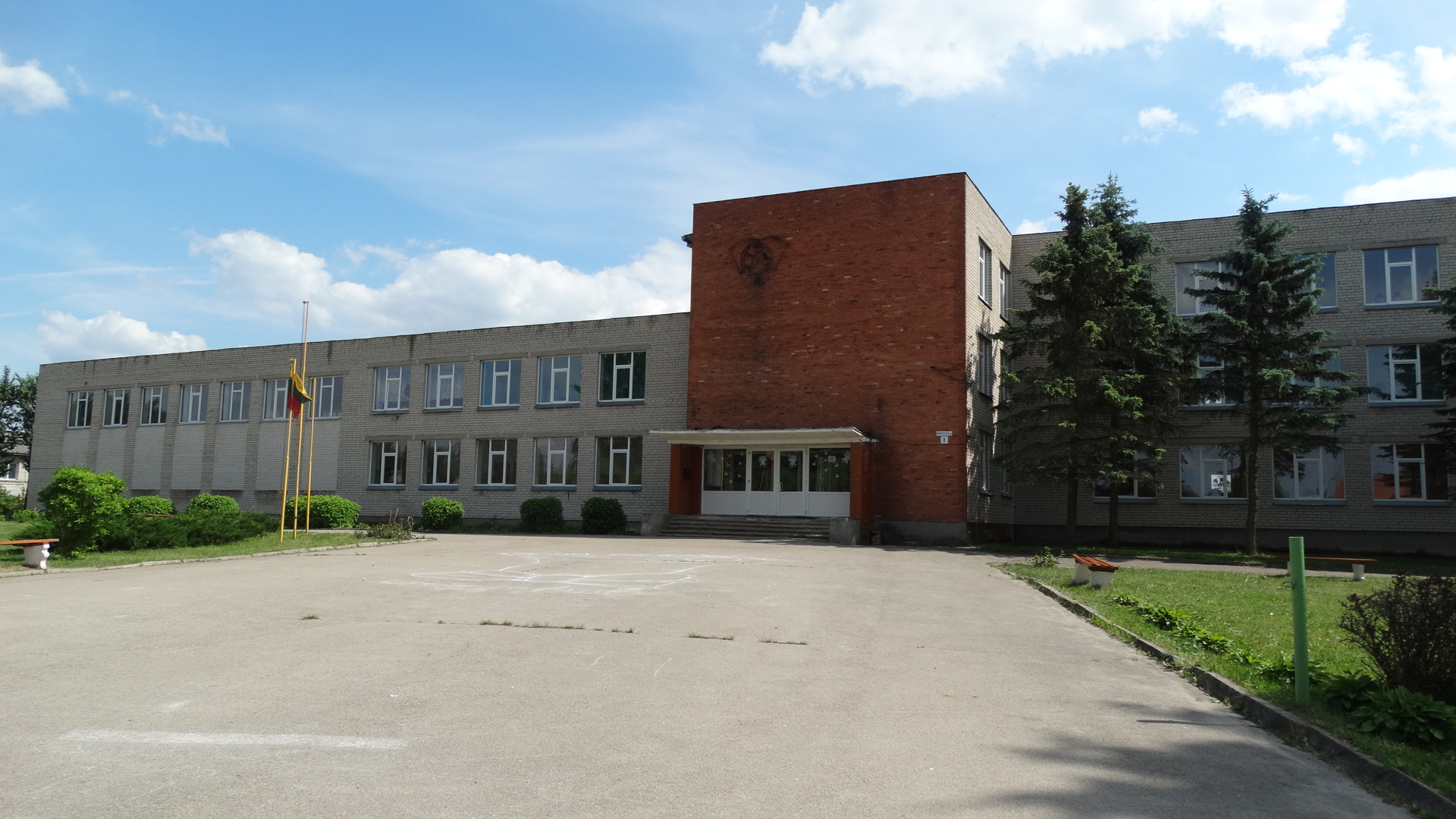
Гимназия Станислава Костки

Сохранившиеся остатки городища (Pilata, (Pilaškučiai) неподалёку от деревни говорят о том, что эта местность была населённой в древнейшие времена. В документах упоминается в связи с постройкой костёла в 1484 году. В 1503 году был учреждён приход. В 1517 году Сигизмунд Старый позволил открыть трактир, а на доходы от него содержать костёл.
В 1650—1700 годах в Пабярже жили монахи. В 1860 году был построен деревянный храм, в 1866 году переданный православным. В 1900 году была выстроена каменная православная церковь.
В 1793 году в Пабярже построил усадьбу барон Шиллинг. После подавления восстания 1863 года Шиллинг, поддерживавший восстание, был выслан в Сибирь. Усадьба стала собственностью чиновника Тихеева, который сдавал её немцу Бехеру. В начале XX века в усадьбе Пабярже устраивались бои быков. Это было единственное место в Литве, где устраивалась коррида едва ли не до самого начала Первой мировой войны.

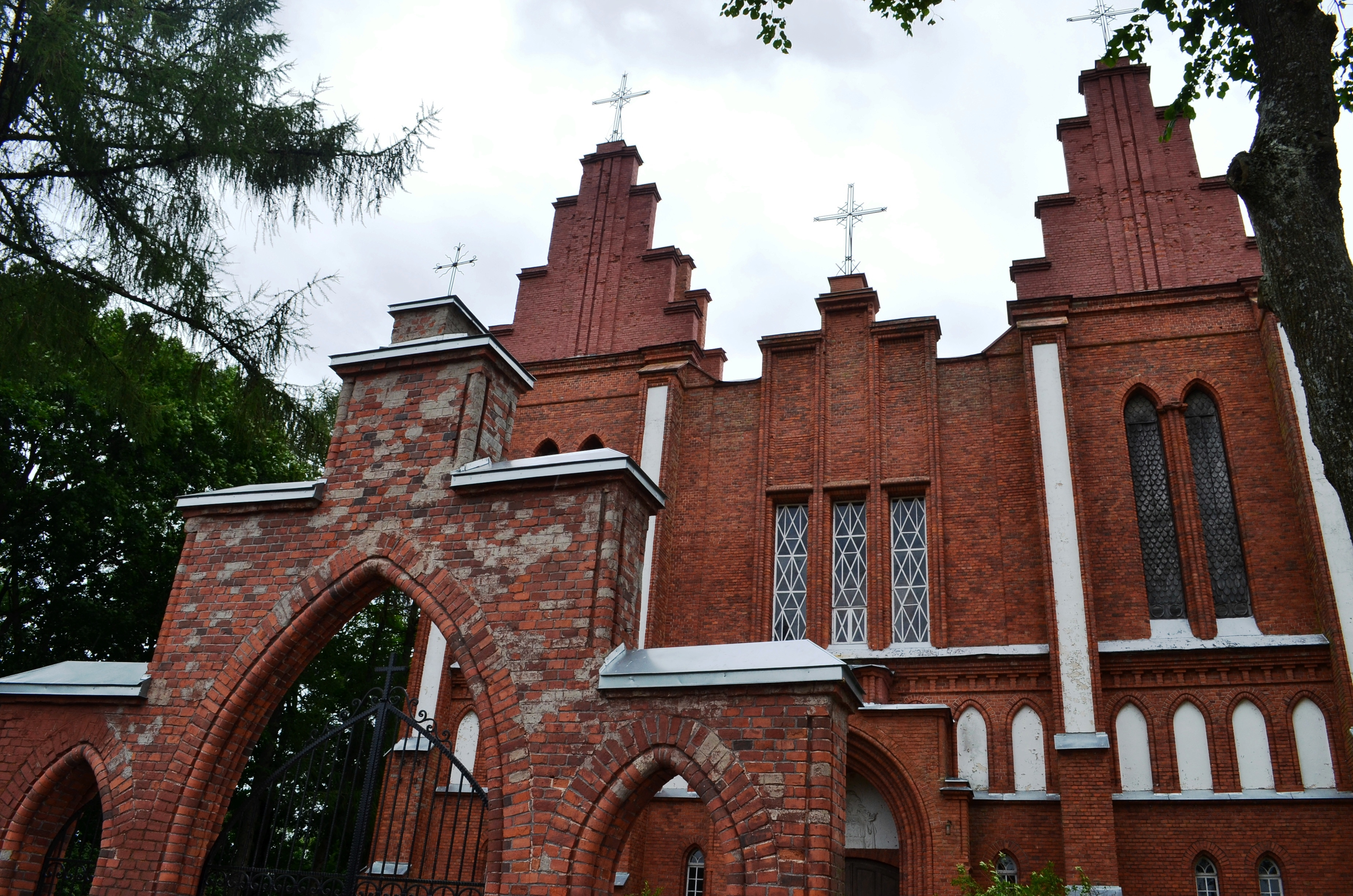
Костёл Сердца Иисуса

Проект неоготического костёла (инженер Владислав Стипулковский) был утверждён в 1907 году; тогда же был возведён фундамент. В 1908 году проект был изменён. Строительство продолжалось до 1920 года. Завершено строительство в 1932 году.
Пабярже сильно пострадала во время Второй мировой войны. Уцелели лишь контуры старого центра деревни и несколько старых зданий.

## Герб
Декретом президента Литовской Республики 4 июля 2013 года утверждён герб Пабярже. Герб изображает три зелёных берёзовых листа с берёзовыми серёжками на золотом фоне, символизирующем мудрость и целомудрие. «Берёзовая» символика отсылает к названию деревни. Эталон герба создал художник Роландас Римкунас.

## Население
По переписи населения 1959 года в деревне числилось 452 жителя, в 1980 году насчитывалось 950 человек, в 1986 — 1171, в 2001 году — 986. В настоящее время насчитывается 919 жителей (2011).